# Prasabani
Prasabani (en népalais : प्रशवनी) est un comité de développement villageois du Népal situé dans le district de Saptari. Au recensement de 2011, il comptait 6 212 habitants.